# Euphrosyne de Masovia
Euphrosyne da Mazóvia também conhecida como Eufrozja (1292–1328/1329) foi duquesa de Oświęcim por seu casamento.
Euphrosyne era filha de Boleslaus II da Mazóvia, Príncipe de Plock e sua segunda esposa Kunigunde, filha de Ottokar II da Bohemia. A gênese de seu nome é desconhecida. Esta é a primeira e a última vez que a princesa da linhagem masoviana de Piast foi nomeada Eufrozyna. Os historiadores poloneses modernos geralmente a chamam de Eufrozyna, mas em fontes ela é mencionada principalmente como Eufrazja.
Seu irmão mais novo era o príncipe Venceslau de Płock (1295-1336). De acordo com historiadores mais antigos, Euphrosyne também tinha irmã Berta, mas ela era uma anã da corte mãe de Euphrosyne. Eufrozyna também tinha irmãos do casamento anterior do pai. Eles eram Siemowit II, Trojden I e esposa de Władysław Príncipe de Leginca (seu nome é desconhecido).
A data de nascimento de Euphrosyne é desconhecida. Seus pais se casaram em 1291, então ela não poderia nascer antes de 1292. De acordo com o genealogista Oswald Balzer, Euphrosyne nasceu em 1292. Essa teoria baseava-se no fato de que ela deveria ter pelo menos 14 anos quando se casou em 1306 (seu filho Jan I nasceu em 1307).
O marido de Euphrosyne morreu entre 15 de dezembro de 1321 e 15 de maio de 1324. Ela participou da regência de seu filho John, que agora era governante do ducado de Oświęcim.
Ela participou do governo até pelo menos 14 de novembro de 1328. Foi a última vez que ela foi mencionada em documentos.
De acordo com Nekrolog dominikanów krakowskich, ela morreu em 26 de dezembro. O ano de sua morte é contestado. Ela pode ter morrido pouco depois de 1327, pode ser ainda em 1328.
Euphrosyne foi enterrada no mosteiro dominicano em Cracóvia.
Euphrosyne e Władysław tiveram dois ou três filhos:
1. Jan I, o Escolástico (n. 1308/10 - m. em 29 de setembro de 1372).
2. Anna (falecida em 19 de setembro de 1354), casou-se com Tamás Szécsényi (Tomasz Szechenyi), obergespan de Arad, Bács e Szerém.[10]
3. provavelmente também uma filha, uma freira no mosteiro dominicano em Racibórz.